# 第57回全国社会人サッカー選手権大会
第57回全国社会人サッカー選手権大会（だい57かいぜんこくしゃかいじんサッカーせんしゅけんたいかい）は2021年10月8日から10月13日に栃木県内で行われる予定だった全国社会人サッカー選手権大会（全社）である。
2022年に開催される予定の第77回国民体育大会（いちご一会とちぎ国体）のリハーサル大会として行われる予定で、出場チーム・組み合わせ抽選まで終了していた。
しかし、新型コロナウイルス感染拡大の影響を受け、日本サッカー協会と真岡市をはじめとする主催団体で協議した結果、2021年9月11日に2年連続となる大会の開催中止が決定した。

## 主催・主管
主催
- 公益財団法人日本サッカー協会
- 一般財団法人全国社会人サッカー連盟（全社連）
- 真岡市、宇都宮市、矢板市、那須塩原市、さくら市、下野市、益子町
- 真岡市教育委員会、宇都宮市教育委員会、矢板市教育委員会、那須塩原市教育委員会、さくら市教育委員会、下野市教育委員会、益子町教育委員会
- いちご一会とちぎ国体・とちぎ大会真岡市実行委員会、いちご一会とちぎ国体・とちぎ大会宇都宮市実行委員会、いちご一会とちぎ国体・とちぎ大会矢板市実行委員会、いちご一会とちぎ国体・とちぎ大会那須塩原市実行委員会、いちご一会とちぎ国体、とちぎ大会さくら市実行委員会、いちご一会とちぎ国体・とちぎ大会下野市実行委員会、いちご一会とちぎ国体・とちぎ大会益子町実行委員会

主管
- 一般社団法人栃木県サッカー協会
- 栃木県社会人サッカー連盟

後援
- 栃木県、栃木県教育委員会、公益財団法人栃木県スポーツ協会、真岡市スポーツ協会
- 宇都宮市スポーツ協会、矢板市スポーツ協会、那須塩原市スポーツ協会
- さくら市スポーツ協会、下野市体育協会、益子町体育協会

## 大会要項
本大会は以下の方式で行われる予定だった。
- 以下の方式で選考された32チームによるノックアウトトーナメントで実施される。
  - 全国9地域社会人サッカー連盟に対して、1チームの出場枠を割り当てる。（計9チーム）
  - 前年度（2020年度）各地域の全社連登録数により、22チーム分の出場枠を比例配分で割り当てる。
  - 開催都道府県サッカー協会に1チームの出場枠を割り当てる。
- 試合は40分ハーフで行われる。決着しない場合は直ちにPK戦を行う。
- 選手交代枠は5人。
- 上位4チームのうち、各地域サッカー最上位リーグの成績が4位以内で、且つ日本フットボールリーグ (JFL)へ入会を希望するチーム（最大3チーム）に全国地域サッカーチャンピオンズリーグ2021への出場権を付与。なお今大会の中止に伴い、全社用に予定された3枠は用意されなかった。

## 会場
- 栃木県グリーンスタジアム（宇都宮市）
- 宇都宮市河内総合運動公園陸上競技場（宇都宮市）
- 真岡市総合運動公園運動広場（真岡市）
- 緑新スタジアムYAITA（矢板運動公園陸上競技場・矢板市）
- 矢板運動公園サッカー場（矢板市）
- キョクトウ青木フィールド（那須塩原市青木サッカー場・那須塩原市）
- さくら市総合公園さくらスタジアム（さくら市）
- 下野市大松山運動公園陸上競技場（下野市）
- 益子町南運動公園陸上競技場（益子町）

## 出場チーム
前回大会から地域出場枠数に変更があり、関東は6から7へ増枠、北海道は3から2へ減枠となった。下記の32チームが本大会に出場する予定だった。
| 地域              | 出場枠数 | チーム名                 | 所属リーグ  |
| ----------------- | -------- | ------------------------ | ----------- |
| 開催地 （栃木県） | 1        | 栃木シティFC             | 関東1部     |
| 北海道            | 2        | 北海道十勝スカイアース   | 北海道      |
| 北海道            | 2        | 日本製鉄室蘭             | 北海道      |
| 東北              | 2        | FCガンジュ岩手           | 東北1部     |
| 東北              | 2        | コバルトーレ女川         | 東北1部     |
| 関東              | 7        | 東京ユナイテッドFC       | 関東1部     |
| 関東              | 7        | Criacao Shinjuku         | 関東1部     |
| 関東              | 7        | ジョイフル本田つくばFC   | 関東1部     |
| 関東              | 7        | 東京23フットボールクラブ | 関東1部     |
| 関東              | 7        | 東邦チタニウム           | 関東2部     |
| 関東              | 7        | VONDS市原Vert            | 関東2部     |
| 関東              | 7        | 品川CC横浜               | 神奈川県1部 |
| 北信越            | 2        | 新潟医療福祉大学FC       | 北信越1部   |
| 北信越            | 2        | 富山新庄クラブ           | 北信越1部   |
| 東海              | 4        | トヨタ蹴球団             | 東海1部     |
| 東海              | 4        | FC.ISE-SHIMA             | 東海1部     |
| 東海              | 4        | 中京大学FC               | 東海1部     |
| 東海              | 4        | FC.Bombonera             | 東海2部     |

| 地域 | 出場枠数 | チーム名             | 所属リーグ |
| ---- | -------- | -------------------- | ---------- |
| 関西 | 5        | アルテリーヴォ和歌山 | 関西1部    |
| 関西 | 5        | Cento Cuore HARIMA   | 関西1部    |
| 関西 | 5        | おこしやす京都AC     | 関西1部    |
| 関西 | 5        | St.Andrew's FC       | 関西2部    |
| 関西 | 5        | 守山侍2000           | 関西2部    |
| 中国 | 3        | 環太平洋大学FC       | 中国       |
| 中国 | 3        | 三菱自動車水島FC     | 中国       |
| 中国 | 3        | 福山シティFC         | 広島県1部  |
| 四国 | 2        | FC徳島               | 四国       |
| 四国 | 2        | 多度津FC             | 四国       |
| 九州 | 4        | ヴェロスクロノス都農 | 九州       |
| 九州 | 4        | ジェイリースFC       | 九州       |
| 九州 | 4        | FC延岡AGATA          | 宮崎県1部  |
| 九州 | 4        | 七隈トンビーズ       | 福岡県1部  |

## 結果
組み合わせは2021年8月30日に日本サッカー協会から発表された。下記の日程及び組み合わせで行われる予定だった。

### 1回戦
| #1 | 2021年10月9日 11:00 |

| おこしやす京都AC | v | FC徳島 |
|                  |   |        |

| 河内総合運動公園陸上競技場 |

| #2 | 2021年10月9日 11:00 |

| FC.ISE-SHIMA | v | 東邦チタニウム |
|              |   |                |

| 真岡市総合運動公園陸上競技場 |

| #3 | 2021年10月9日 11:00 |

| VONDS市原ヴェル | v | 七隈トンビーズ |
|                 |   |                |

| 緑新スタジアムYAITA |

| #4 | 2021年10月9日 11:00 |

| 北海道十勝スカイアース | v | FCガンジュ岩手 |
|                        |   |                |

| 矢板運動公園サッカー場 |

| #5 | 2021年10月9日 11:00 |

| FC延岡AGATA | v | 品川CC横浜 |
|             |   |            |

| キョクトウ青木フィールド グランドB |

| #6 | 2021年10月9日 11:00 |

| 守山侍2000 | v | 新潟医療福祉大学FC |
|            |   |                    |

| さくら市総合公園さくらスタジアム |

| #7 | 2021年10月9日 11:00 |

| FC Bombonera | v | アルテリーヴォ和歌山 |
|              |   |                      |

| 下野市大松山運動公園陸上競技場 |

| #8 | 2021年10月9日 11:00 |

| 環太平洋大学FC | v | 東京23FC |
|                |   |          |

| 益子町南運動公園陸上競技場 |

| #9 | 2021年10月9日 13:30 |

| 日本製鉄室蘭 | v | 中京大学FC |
|              |   |            |

| 河内総合運動公園陸上競技場 |

| #10 | 2021年10月9日 13:30 |

| 東京ユナイテッドFC | v | コバルトーレ女川 |
|                    |   |                  |

| 真岡市総合運動公園陸上競技場 |

| #11 | 2021年10月9日 13:30 |

| トヨタ蹴球団 | v | ヴェロスクロノス都農 |
|              |   |                      |

| 緑新スタジアムYAITA |

| #12 | 2021年10月9日 13:30 |

| 福山シティFC | v | 栃木シティFC |
|              |   |              |

| 矢板運動公園サッカー場 |

| #13 | 2021年10月9日 13:30 |

| 多度津FC | v | クリアソン新宿 |
|          |   |                |

| キョクトウ青木フィールド グランドB |

| #14 | 2021年10月9日 13:30 |

| ジェイリースFC | v | St.Andrew's F.C |
|                |   |                 |

| さくら市総合公園さくらスタジアム |

| #15 | 2021年10月9日 13:30 |

| 三菱水島FC | v | ジョイフル本田つくばFC |
|            |   |                        |

| 下野市大松山運動公園陸上競技場 |

| #16 | 2021年10月9日 13:30 |

| 富山新庄クラブ | v | Cento Cuore HARIMA |
|                |   |                    |

| 益子町南運動公園陸上競技場 |

### 2回戦
| #17 | 2021年10月10日 11:00 |

| #1の勝者 | v | #2の勝者 |
|          |   |          |

| 緑新スタジアムYAITA |

| #18 | 2021年10月10日 11:00 |

| #3の勝者 | v | #4の勝者 |
|          |   |          |

| キョクトウ青木フィールド グランドB |

| #19 | 2021年10月10日 11:00 |

| #5の勝者 | v | #6の勝者 |
|          |   |          |

| さくら市総合公園さくらスタジアム |

| #20 | 2021年10月10日 11:00 |

| #7の勝者 | v | #8の勝者 |
|          |   |          |

| 益子町南運動公園陸上競技場 |

| #21 | 2021年10月10日 13:30 |

| #9の勝者 | v | #10の勝者 |
|          |   |           |

| 緑新スタジアムYAITA |

| #22 | 2021年10月10日 13:30 |

| #11の勝者 | v | #12の勝者 |
|           |   |           |

| キョクトウ青木フィールド グランドB |

| #23 | 2021年10月10日 13:30 |

| #13の勝者 | v | #14の勝者 |
|           |   |           |

| さくら市総合公園さくらスタジアム |

| #24 | 2021年10月10日 13:30 |

| #15の勝者 | v | #16の勝者 |
|           |   |           |

| 益子町南運動公園陸上競技場 |

### 準々決勝
| #25 | 2021年10月11日 11:00 |

| #17の勝者 | v | #18の勝者 |
|           |   |           |

| 真岡市総合運動公園陸上競技場 |

| #26 | 2021年10月11日 11:00 |

| #19の勝者 | v | #20の勝者 |
|           |   |           |

| 下野市大松山運動公園陸上競技場 |

| #27 | 2021年10月11日 13:30 |

| #21の勝者 | v | #22の勝者 |
|           |   |           |

| 真岡市総合運動公園陸上競技場 |

| #28 | 2021年10月11日 13:30 |

| #23の勝者 | v | #24の勝者 |
|           |   |           |

| 下野市大松山運動公園陸上競技場 |

### 準決勝
| #29 | 2021年10月12日 11:00 |

| #25の勝者 | v | #26の勝者 |
|           |   |           |

| 栃木県グリーンスタジアム |

| #30 | 2021年10月12日 13:30 |

| #27の勝者 | v | #28の勝者 |
|           |   |           |

| 栃木県グリーンスタジアム |

### 3位決定戦
| #31 | 2021年10月13日 10:00 |

| #29の敗者 | v | #30の敗者 |
|           |   |           |

| 栃木県グリーンスタジアム |

### 決勝
| #32 | 2021年10月13日 12:30 |

| #29の勝者 | v | #30の勝者 |
|           |   |           |

| 栃木県グリーンスタジアム |

### 注記
1. ↑  新型コロナウイルスの影響によりリーグ戦が打ち切りとなり順位が決まらなかったため、2020年リーグ戦の成績で地域CL出場チームと全社枠要件チームを決定。